# Comuna Rakovec, Zagreb
Rakovec este o comună în cantonul Zagreb, Croația, având o populație de 1.252 de locuitori (2011).

## Demografie
Componența etnică a comunei Rakovec
     Croați (97,84%)
     Sârbi (1,44%)
     Necunoscut (0,16%)
     Neclasificat (0,4%)
Componența confesională a comunei Rakovec
     Catolici (96,01%)
     Ortodocși (2,24%)
     Necunoscută (0,4%)
     Alte religii (1,36%)
Conform recensământului din 2011, comuna Rakovec avea 1.252 de locuitori. Din punct de vedere etnic, majoritatea locuitorilor (97,84%) erau croați, cu o minoritate de sârbi (1,44%). Apartenența etnică nu este cunoscută în cazul a 0,16% din locuitori. Din punct de vedere confesional, majoritatea locuitorilor (96,01%) erau catolici, cu o minoritate de ortodocși (2,24%). Pentru 0,4% din locuitori nu este cunoscută apartenența confesională.